# 和思趙皇后
和思趙皇后（かしちょうこうごう、? - 675年）は、唐の中宗の親王時代の正妃。父は趙瓌。母は李淵の娘である常楽公主。皇后位を追贈された。

## 生涯
中宗の周王時代に妃となった。高宗は、叔母であり姻親でもある常楽公主を厚遇した。武則天はこれを不快に思い、怒りを趙妃にぶつける。上元2年（675年）、武則天によって廃位されて宮中に幽閉される。数日経ってから見に行くと、趙氏は既に飢え死んで腐っていたという。
娘の惨死に対して常楽公主夫婦の憤激と悲嘆は激しく、この悲劇がのちに趙瓌が宗室の乱で越王李貞に属する元となる。李貞は乱を起こしたが失敗し、公主夫婦は共に殺された。
神龍元年（705年）、武則天が退位して中宗が再即位し、身位を回復されて、当初は恭皇后の諡号を追贈された。その後、韋后が庶人に落とされたため、代わりに元妃の趙氏が招魂の礼で中宗と合葬された。

## 伝記資料
- 『旧唐書』巻51 列伝第1
- 『新唐書』巻76 列伝第1